# Mallory (personnage)
Mallory est un personnage de la série Sliders, interprété par Robert Floyd, pendant la cinquième et dernière saison de la série.
Cette version de Quinn Mallory est habituellement appelée « Mallory », mais parfois il est crédité en tant que Quinn 2 ou Quinn Mallory (2). Le Quinn provenant de la Terre d'origine a fusionné avec ce double par le docteur Oberon Geiger lors d'une expérience de science. Ce Mallory n'est ni un génie ni un scientifique, comme le principal Quinn Mallory l'était. Il a servi de cobaye pour les expériences de docteur Geiger. Cette version de Mallory a une dystrophie musculaire et a vécu dans un fauteuil roulant pendant quelque temps, jusqu'à ce que docteur Geiger le guérisse en extrayant de l'ADN d'un double Quinn Mallory et en le fusionnant avec Mallory.